# ركبة احسن (حبيل جبر)

تعديل مصدري - تعديل

ركبة احسن هي إحدى قرى عزلة حبيل جبر بمديرية حبيل جبر التابعة لمحافظة لحج، بلغ تعداد سكانها 45 نسمة حسب تعداد اليمن لعام 2004.